# Гергерат
Гергерат (араб. الكركرات‎) — деревня на юго-западе частично признанной Сахарской Арабской Демократической Республики. Территория оспаривается Королевством Марокко.

## География
Находится в одиннадцати километрах от границы с Исламской Республикой Мавритания и в пяти километрах от Атлантического океана.

### Климат
Климат, как и на большей части территории пустыни Сахара, аридный (пустынный). По классификации Кёппена — BWh.
| Показатель                 | Янв. | Фев. | Март | Апр. | Май  | Июнь | Июль | Авг. | Сен. | Окт. | Нояб. | Дек. | Год  |
| -------------------------- | ---- | ---- | ---- | ---- | ---- | ---- | ---- | ---- | ---- | ---- | ----- | ---- | ---- |
| Средний максимум, °C       | 24,0 | 24,7 | 25,6 | 25,5 | 25,9 | 27,7 | 27,2 | 28,2 | 30,1 | 29,7 | 26,9  | 24,1 | 26,6 |
| Средний минимум, °C        | 13,4 | 13,7 | 14,4 | 14,8 | 15,9 | 17,3 | 18,6 | 19,6 | 20,0 | 18,6 | 16,6  | 14,2 | 16,4 |
| Источник: Climate-data.org |      |      |      |      |      |      |      |      |      |      |       |      |      |

## Конфликт

### Важность деревни для сторон
Для Марокко важность Гергерата заключается в том, что поставка овощей из Марокко в Мавританию проходит только через этот населённый пункт. Также, только через это место жители Марокко могут выехать в другую страну по суше без необходимости получать визу.
Для САДР важность Гергерата заключается в том, что, благодаря контролю этого района, Народный фронт за освобождение Сегиет-эль-Хамра и Рио-де-Оро может оказывать давление на Марокко, так как Марокко не сможет удовлетворять вышеуказанные потребности.

### Действия сторон
С февраля 2017 года Национальная жандармерия не пропускала автомобили с флагами, на которых была изображена территория Марокко, включающая САДР.
13 ноября 2020 года Марокко начало военные действия в районе Гергерата, чтобы получить доступ к абсолютно свободному перемещению транспорта и грузов через этот пункт.